# 矮葶缺裂报春
矮葶缺裂报春（学名：Primula humilis）为报春花科报春花属下的一个种。模式标本采自道孚附近。种加名 humilis 意为“低矮的”。